# ویدیوگرافی ویکس

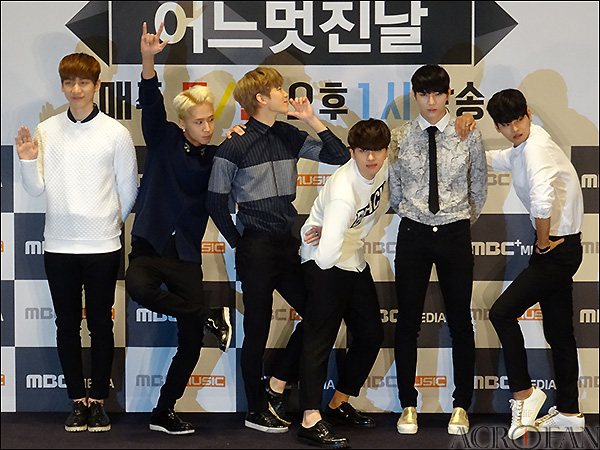
ویکس در کنفرانس مطبوعاتی «یه روز خوب» در سال ۲۰۱۵

این صفحه مرتبط با ویدیوگرافی گروه کره‌ای ویکس و زیرگروه آن‌ها، ویکس ال آر می‌باشد. کارهای مورد توجه آن‌ها در لیست پایین نوشته شده که در مجموع ۷۰ موزیک ویدیو، ۲ آلبوم تصویری و ۲ فصل از سری برنامه یوتیوبی با عنوان ویکس تی وی از آن‌ها منتشر شده‌است.

## وب سری

### ویکس تی‌وی
ویکس تی وی برنامه ایست که از یوتیوب رسمی ویکس پخش می‌شود و بیانگر فعالیت‌های متفاوت اعضاست که معمولاً چهرهٔ آن‌ها را در زندگی عادی نشان می‌دهد. قسمت‌های این برنامه توسط یوتیوب رسمی ویکس همراه با زیرنویس انگلیسی آپلود می‌شود. اولین فصل از ویکس تی وی (شناخته شده به عنوان ویکس تی‌وی ۱) حاوی ۱۰۰ قسمت می‌باشد که مدت زمان هر قسمت متفاوت است. این فصل از ۱۶ ژوئن ۲۰۱۲ شروع در ۲۷ می ۲۰۱۴ به پایان رسید. دومین فصل از ویکس تی وی (شناخته شده به عنوان ویکس تی‌وی ۲) از ۱۷ سپتامبر ۲۰۱۴ شروع و همچنان ادامه دارد.

## ویدیوگرافی

### موزیک ویدیوها
| سال    | آهنگ                             | ورژن‌های دیگر              | کارگردان              | یادداشت                        | منبع          |
| کره ای | کره ای                           | کره ای                    | کره ای                | کره ای                         | کره ای        |
| ------ | -------------------------------- | ------------------------- | --------------------- | ------------------------------ | ------------- |
| ۲۰۱۲   | "ابرقهرمان"                      |                           | هونگ وون‌کی (زنی بروز) | آهنگ دبیو                      | [ ۱ ]         |
| ۲۰۱۲   | "راک یور بادی"                   |                           | هونگ وون‌کی (زنی بروز) | بازیگر مهمان: داسوم از سیستار  | [ ۲ ]         |
| ۲۰۱۳   | "دوباره و دوباره"                |                           | سونگ وون‌یونگ          |                                | [ ۳ ]         |
| ۲۰۱۳   | "هاید"                           |                           | هونگ وون‌کی (زنی بروز) |                                | [ ۴ ]         |
| ۲۰۱۳   | "توی فوق‌العاده"                  |                           | هونگ وون‌کی (زنی بروز) |                                | [ ۵ ]         |
| ۲۰۱۳   | "دخترا، چرا"                     |                           | هونگ وون‌کی (زنی بروز) | با همراهی اوکدال               | [ ۶ ]         |
| ۲۰۱۳   | "فقط تو"                         |                           | هونگ وون‌کی (زنی بروز) |                                | [ ۷ ]         |
| ۲۰۱۳   | "عروسک افسون‌شده"                 | - نسخه‌ی بدون خشونت        | هونگ وون‌کی (زنی بروز) |                                | [ ۸ ] [ ۹ ]   |
| ۲۰۱۴   | "بابت به‌دنیا اومدنت ممنونم"      |                           | —                     | ویدیوی مونتاژ شده              | [ ۱۰ ]        |
| ۲۰۱۴   | "ابدیت"                          | - نسخه‌ی رقص               | هونگ وون‌کی (زنی بروز) |                                | [ ۱۱ ] [ ۱۲ ] |
| ۲۰۱۴   | "خطا"                            | - نسخه‌ی رقص و لب‌خوانی     | هونگ وون‌کی (زنی بروز) | بازیگر مهمان: یونگجی از کارا   | [ ۱۳ ] [ ۱۴ ] |
| ۲۰۱۵   | "به زنجیر کشیده شده"             |                           | جی‌دی‌دبلیو             |                                | [ ۱۵ ]        |
| ۲۰۱۵   | "معادله‌ی عشق"                    |                           | لامپنز                | سینگل آلبوم ویژه               | [ ۱۶ ]        |
| ۲۰۱۵   | "دروغگوی زیبا"                   |                           | هوانگ سوآه            | شروع به کار زیرگروه ویکس ال آر | [ ۱۷ ]        |
| ۲۰۱۶   | "دینامیت"                        |                           | پروژه وی‌اِم / فیلپ‌اِویل | مهمان: نایونگ از گوگودان       | [ ۱۹ ]        |
| ۲۰۱۶   | "خیال"                           | - نسخه‌ی رقص - نسخه‌ی دراما | پروژه وی‌اِم / فیلپ‌اِویل | مهمان: نایونگ از گوگودان       | [ ۲۰ ]        |
| ۲۰۱۶   | "نزدیک‌تر"                        |                           | شین هی‌وون             | مهمان: نایونگ از گوگودان       | [ ۲۱ ]        |
| ۲۰۱۶   | "راه شیری"                       |                           | بیشاب                 |                                | [ ۲۲ ]        |
| ۲۰۱۷   | "شانگری لا"                      |                           | کیم وو‌جه              |                                | [ ۲۳ ]        |
| ۲۰۱۷   | "نجوا"                           |                           |                       |                                | [ ۲۴ ]        |
| ۲۰۱۸   | "عطرساز"                         |                           |                       |                                |               |
| ژاپنی  |                                  |                           |                       |                                |               |
| ۲۰۱۴   | "خطا" (نسخه‌ی کوتاه)              |                           | هونگ وون‌کی (زنی بروز) | سینگل شروع به کار در ژاپن      | [ ۲۵ ]        |
| ۲۰۱۵   | "نمی‌تونم بگم" (نسخه‌ی کوتاه)      |                           | —                     |                                | [ ۲۶ ]        |
| ۲۰۱۶   | "به من تکیه کن" (نسخه‌ی کوتاه)    |                           | —                     |                                | [ ۲۷ ]        |
| ۲۰۱۶   | "بادِ بهاری" (花風) (نسخه‌ی کوتاه) |                           | —                     | سومین سینگل ژاپنی              |               |
| چینی   |                                  |                           |                       |                                |               |
| ۲۰۱۵   | "عشقِ مقدرشده"                    |                           | —                     | ویدیوی مونتاژ شده              | [ ۲۸ ]        |
| ۲۰۱۵   | "به زنجیز کشیده‌شده"              |                           | جی‌دی‌دبلیو             |                                | [ ۲۹ ]        |

### آلبوم تصویری
| سال  | آلبوم                          | یادداشت                   |
| ---- | ------------------------------ | ------------------------- |
| ۲۰۱۴ | اولین دی‌وی‌دی ویژه‌ی ویکس، وودوو |                           |
| ۲۰۱۵ | دی‌وی‌دی کنسرت یوتوپیا           | ضبط کنسرت یوتوپیا در سئول |
| ۲۰۱۷ | دی‌وی‌دی کنسرت الیسیوم           |                           |

## فیلم‌شناسی
توجه: برای دیدن فیلم‌های هریک از اعضا، به صفحهٔ شخصی آن‌ها مراجعه کنید.

### برنامه‌های متفرقه
| سال  | کانال         | عنوان                                 | یادداشت                                               |
| ---- | ------------- | ------------------------------------- | ----------------------------------------------------- |
| ۲۰۱۲ | اِم‌نت          | مایدول                                | برنامهٔ انتخاب اعضا (۸ قسمت)                           |
| ۲۰۱۲ | اس‌بی‌اس اِم‌تی‌وی | خاطرات اِم‌تی‌وی ویکس                    | شروع از ۱۵ ژوئن (۶۴ قسمت)                             |
| ۲۰۱۳ | اس‌بی‌اس اِم‌تی‌وی | خاطرات نقشه‌ی وی                       | شروع از تاریخ ۲ آوریل. (۵ قسمت)                       |
| ۲۰۱۳ | اِم‌نت ژاپن     | فایل ویکس                             | پخش شد در سال ۲۰۱۳ در ژاپن در اِم‌نت ژاپن برای ۱۲ قسمت. |
| ۲۰۱۵ | موسیقی اِم‌بی‌سی | یک روزِ خوبِ ویکس                       | تعطیلات اعضا در ججودو (۸ قسمت)                        |
| ۲۰۱۶ | فوجی‌تی‌وی نِکست | پروژه‌ی ویکس، مهاجمانی از فضا          | پخش شده در ۳۱ ژانویه ۲۰۱۶ در ژاپن                     |
| ۲۰۱۶ | فوجی‌تی‌وی نِکست | پروژه‌ی ویکس ۲، بازگشت مهاجمانی از فضا | پخش شده در ۲۹ ژوئیه ۲۰۱۶ در ژاپن                      |
| ۲۰۱۷ | اسکای تِرَوِل    | آسیایی که ویکس دوست داره              | سفر اعضا به ویتنام و کمبوجیه (۶ قسمت)                 |
| ۲۰۱۷ | فوجی‌تی‌وی نِکست | پروژه‌ی ویکس ۳، بازگشت مهاجمانی از فضا |                                                       |

### درام
| سال  | کانال  | عنوان  | عضو | نقش        | یادداشت        |
| ---- | ------ | ------ | --- | ---------- | -------------- |
| ۲۰۱۳ | اس‌بی‌اس | وارثان | همه | در نقش خود | مهمان (قسمت ۴) |

1. ↑  빅스(VIXX) SUPER HERO 뮤직비디오([VIXX] SUPER HERO Official Music Video). May 23, 2012.
2. ↑  빅스(VIXX) - Rock Ur Body 뮤직비디오 [VIXX] Rock Ur Body Official Music Video. Aug 13, 2012.
3. ↑  빅스 (VIXX) - 다칠 준비가 돼 있어 (On and On) Official Music Video. Apr 28, 2013.
4. ↑  빅스(VIXX) - [hyde] Official Music Video. May 19, 2013.
5. ↑  빅스(VIXX) - 대. 다. 나. 다. 너 (G.R.8.U) ◀◀ Official Music Video. Jul 30, 2013.
6. ↑  빅스(VIXX) With 옥상달빛 - 여자는 왜 (Girls, why?) Official Music Video. Oct 10, 2013.
7. ↑  빅스(VIXX) - 대답은 너니까 (ONLY U) Official Music Video. Nov 7, 2013.
8. ↑  빅스(VIXX) - 저주인형 (VOODOO DOLL) Official Music Video. Nov 19, 2013.
9. ↑  빅스(VIXX) - 저주인형 (VOODOO DOLL) Official Music Video (Clean Ver.). Nov 24, 2013.
10. ↑  빅스 (VIXX) - 태어나줘서 고마워 MV. Jan 2, 2014.
11. ↑  빅스(VIXX) - 기적 (ETERNITY) Official Music Video. May 26, 2014.
12. ↑  빅스(VIXX) - 기적 (ETERNITY) Official Music Video (Dance Ver.). Jun 4, 2014.
13. ↑  빅스(VIXX) - Error Official Music Video. Oct 13, 2014.
14. ↑  빅스(VIXX) - Error Official Music Video (Lip&Dance ver.). Nov 2, 2014.
15. ↑  빅스(VIXX) - 사슬 (Chained up) Official M/V. Nov 9, 2015.
16. ↑  빅스(VIXX) - 이별공식 (Love Equation) Official M/V. Feb 23, 2015.
17. ↑  빅스LR(VIXX LR) - 'Beautiful Liar' Official M/V. Aug 16, 2015.
18. ↑  "VIXX Releases Funky MV for "Dynamite" Off New Single Album". Archived from the original on 20 April 2016. Retrieved 21 April 2016.
19. ↑  빅스(VIXX) - '다이너마이트' (Dynamite) Official M/V. Apr 19, 2016.
20. ↑  VIXX Fantasy Official Music Video. Aug 14, 2016.
21. ↑  빅스(VIXX) - The Closer Official M/V. Oct 31, 2016.
22. ↑  빅스(VIXX) - Milky Way Official M/V. Nov 20, 2016.
23. ↑  빅스 (VIXX) - 도원경(桃源境) (Shangri-La) Official M/V. May 15, 2017.
24. ↑  빅스LR(VIXX LR) - Whisper Official M/V. August 28, 2017.
25. ↑  VIXX 「Error -Japanese Ver. -」 Music Video (Short ver.). Dec 9, 2014.
26. ↑  VIXX 「Can't say」Music Video (Short ver.). Aug 27, 2015.
27. ↑  VIXX 「Depend On Me」Music Video (Short ver.). Jan 18, 2016.
28. ↑  [avex官方HD] VIXX 命中註定 (中文版) (MV完整版). Mar 19, 2015.
29. ↑  [avex官方HD] VIXX Chained up (中文版) (MV完整版). Nov 25, 2015.
30. ↑  "[NEWS] VIXX, exclusive appearance on reality program 'Plan V Diary', expectations". Archived from the original on 21 January 2017. Retrieved 2016-04-16.
31. ↑  Lee, Cory (17 October 2013). "VIXX to Make Cameo Appearance in The Inheritors". TenAsia. Archived from the original on 28 March 2014. Retrieved 2014-02-03.